# Cmentarz Kobierzyn-Maki Czerwone
Cmentarz Kobierzyn-Maki Czerwone – cmentarz znajdujący się w Krakowie w dzielnicy VIII Dębniki przy ul. Czerwone Maki. Został założony prawdopodobnie w 1917 przy ówczesnym Zakładzie Psychiatrycznym. Zajmuje powierzchnię 1,27 ha.
Na cmentarzu, w kwaterze II, znajduje się mogiła upamiętniająca ok. 100 pacjentów zabitych przez okupantów niemieckich w czasie egzekucji w 1942.

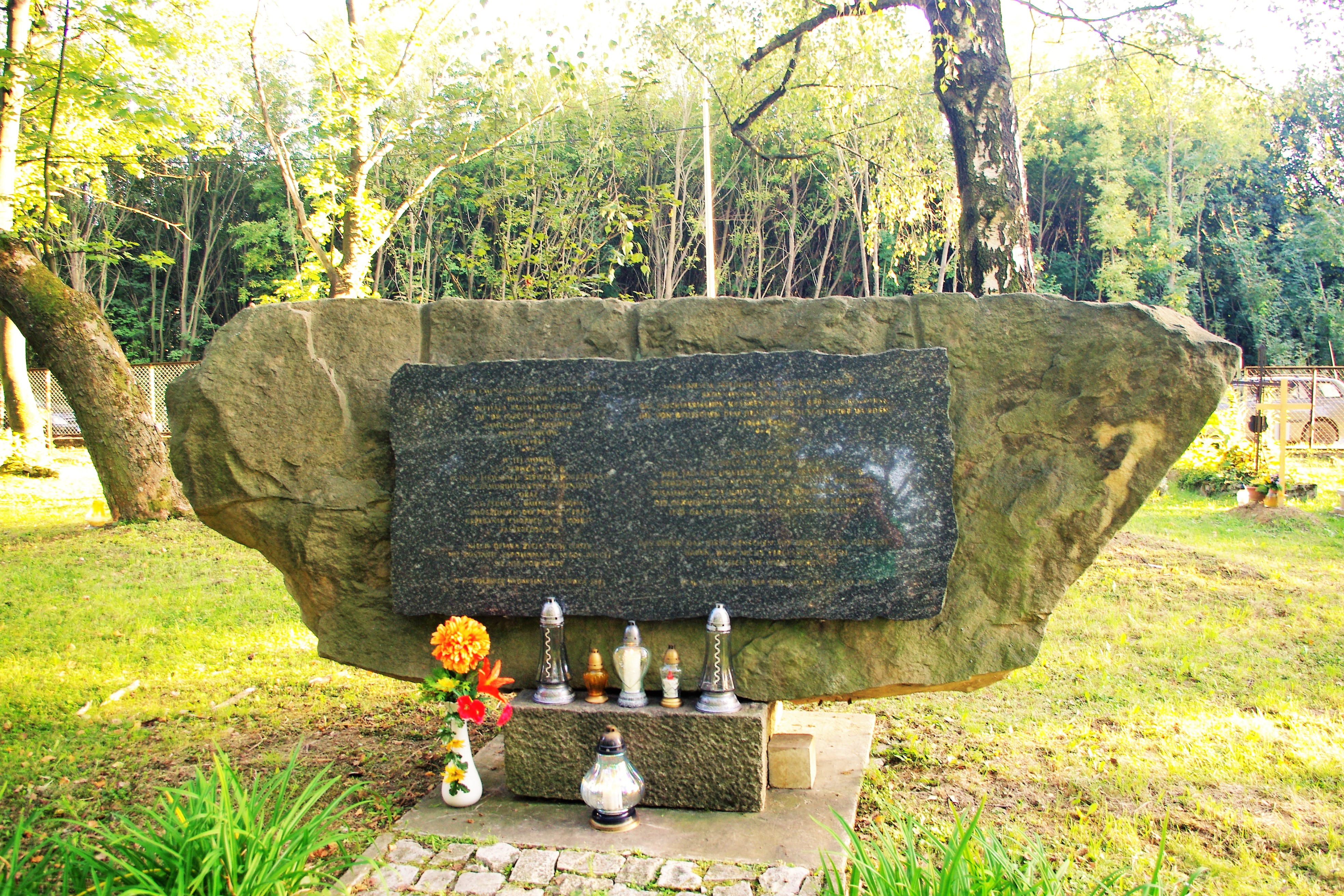
Zbiorowy grobowiec pacjentów Zakładu dla Umysłowo i Nerwowo Chorych w Kobierzynie zamordowanych w czerwcu 1942

Najstarszym datowanym grobem (1921) jest mogiła Marii Juchniewiczowej siostry Józefa Piłsudskiego. Spoczywają tutaj dyrektorzy między innymi Juliusz Morawski, lekarze, pielęgniarki oraz  pacjenci zakładu.
Obecnie pełni funkcję cmentarza komunalnego.